# Gustavo Sampaio

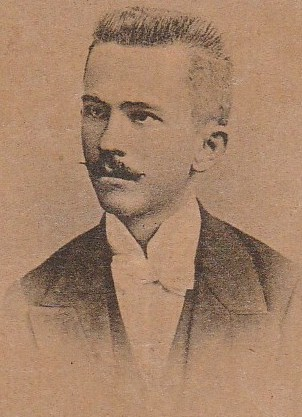
Gustavo Sampaio

Gustavo Sampaio (* 1. Mai 1871 in Baturité, Ceará; † 10. November 1893 in Rio de Janeiro) war ein Offizier des Brasilianischen Heers in der florianistischen Frühzeit der Ersten Brasilianischen Republik.

## Leben

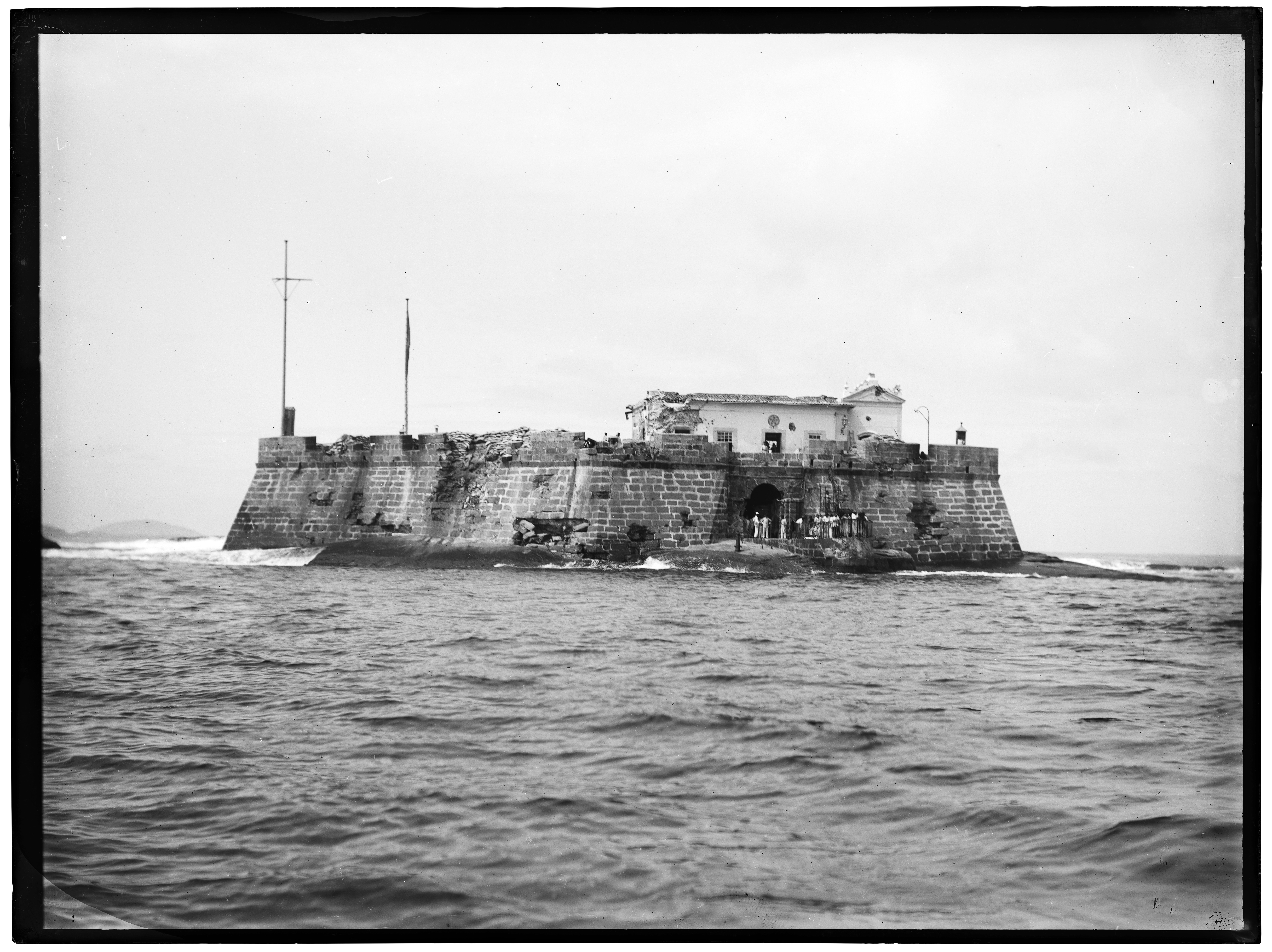
Redoute Tamandaré da Laje kurz nach der „Revolta da Armada“, 1893 fotografiert von Marc Ferrez

Gustavo Sampaio war als Oberleutnant des Brasilianischen Heers mit dem Kommando über die Inselfestung Tamandaré da Laje in der Guanabara-Bucht vor Rio de Janeiro betraut, als sich im Spätsommer und Herbst 1893 mit der „Revolta da Armada“ ein von hochrangigen monarchistischen Offizieren der brasilianischen Kriegsflotte getragener Putsch gegen den im November 1891 eingesetzten Präsidenten der Ersten Brasilianischen Republik, Floriano Peixoto, ereignete. Als Anhänger und persönlicher Freund des Präsidenten versuchte Sampaio mit seiner Mannschaft die Inselfestung zu halten, kam bei der Verteidigung der Garnison gegen die Rebellen auf seinem Kampfposten am 10. November 1893 durch feindlichen Granatenbeschuss aber zu Tode. Sampaio erhielt auf dem Cemitério São João Batista in Fortaleza ein militärisches Ehrengrab.

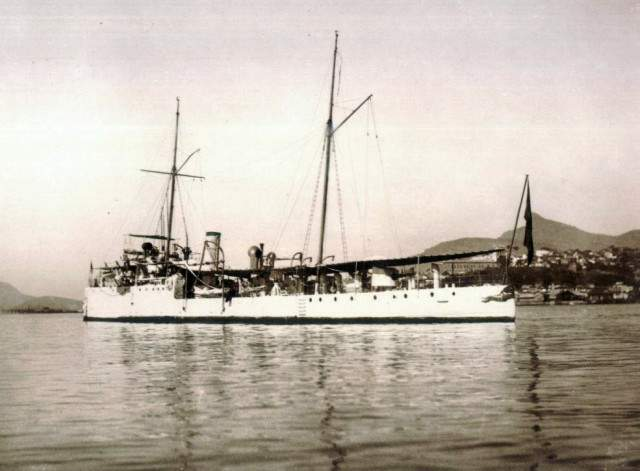
Torpedoboot Gustavo Sampaio in der Guanabara-Bucht vor Rio de Janeiro, fotografiert von Marc Ferrez

## Ehrungen
Um den loyalen Einsatz als Heldentat zu ehren, ließ Präsident Peixoto ein Torpedoboot nach Gustavo Sampaio benennen. Dieses Kampfschiff war ursprünglich ein bei Armstrong, Mitchell & Co. in England entwickeltes Zivilschiff mit dem Namen Aurora gewesen. Im Oktober 1893 erwarb es die brasilianische Regierung und ließ es in den Schichau-Werken in Elbing für den Einsatz von 135-mm-Torpedos aus der österreichisch-ungarischen Whitehead-Werft aus- und umrüsten. Im Verlauf des Kampfes gegen die revoltierende Flotte konnte das regierungstreue Torpedoboot Gustavo Sampaio das Schlachtschiff Aquidabã, das vom aufständischen Admiral Custodio de Melo (1840–1902) befehligt wurde, in der Nacht vom 15. auf den 16. April 1894 vor der Küste des Bundesstaats Santa Catarina bei der Stadt Desterro versenken. Dieser entscheidende Schlag, einer der ersten erfolgreichen Einsätze von Whitehead-Torpedos der Militärgeschichte, führte bald zum Ende der Revolte. Die Stadt Desterro erhielt kurz darauf nach dem Vornamen des Präsidenten Peixoto den Namen Florianópolis.
Nach Gustavo Sampaio wurden mehrere Straßen in Brasilien benannt. Offiziell nach Gustavo Sampaio benannt wurde am 31. Oktober 1917 auch die Hauptstraße in Rio de Janeiros Stadtteil Leme, die zuvor den Namen des liberalkonservativen Politikers Bernardo Pereira de Vasconcellos (1826–1889), eines Finanz-, Justiz- und Handelsministers des Kaiserreichs Brasilien, getragen hatte.